# Аль-Гамди, Файхан
Файхан аль-Гамди (араб. فيحان الغامدي‎) — телевизионный проповедник из Саудовской Аравии, который привлек внимание общественности в 2013 году, когда заплатил «кровавые деньги» как откуп за изнасилование и убийство своей пятилетней дочери Ламы.

## Карьера проповедника
До инцидента работал проповедником на одном из телевизионных каналов в Саудовской Аравии.

## Дочь
В октябре 2012 года весь мир всколыхнула новость об ужасном убийстве пятилетней Ламы аль-Гамди. За некоторое время до убийства Гамди развелся со своей тогдашней женой. Причиной этому стал иск в местный суд спутницы Гамди, которого она обвинила во «всех мыслимых и немыслимых пытках» во время их совместной жизни. Суд, выслушав все резоны и доказательства вынес решение, согласно которому супруги становились официально разведёнными, а дочь оставалась под опекой матери при условии трех положенных часов посещения для отца.
Через некоторое время Файхан попросил, чтобы девочка проведала его. Мать удовлетворила его просьбу. Через несколько дней ей позвонили из полиции Эр-Рияда и сообщили, что её дочь была найдена на улице с многочисленными травмами и сейчас находится в реанимации. Девочка после семи месяцев, проведенных в больнице скончалась в результате многочисленных травм и изнасилования. У неё был раздроблен череп, сломана спина, ребра и левая рука. Кроме этого на её теле были найдены многочисленные следы от избиения электрическим кабелем и ожоги от утюга.
Арестованный Файхан заявил, что сделал это, потому что имел сомнения относительно девственности девочки.
Файхан аль-Гамди был осужден вместе со своей второй женой, которую признали соучастницей жестокого преступления: женщина знала об издевательствах над ребёнком, но не сообщила полиции. Её приговорили к 10 месяцам тюрьмы и 150 ударами кнутом. Первоначальный приговор — штраф — вызвал общественное возмущение своей мягкостью: судья счёл, что «уплаченные деньги и время, проведенное обвиняемым под следствием, являются достаточным наказанием». Позднее приговор был пересмотрен и в итоге составил 270 тысяч долларов «откупа» от жены, которая имела право требовать для него смертной казни, восемь лет лишения свободы и 600 ударов плетью. В дело вмешались представители королевской семьи, которые заверили взбудораженную общественность, что аль-Гамди останется в тюрьме надолго.

## Реакция общественности
Этот инцидент всколыхнул общественность Саудовской Аравии. В сети Твиттер была проведена акции с хетштегом «#AnaLama» (араб. Я Лама).
Представители правительства пообещали создать 24-часовую горячую линию для сообщений о нарушении прав детей.